# 拉讷
拉讷（法語發音：[lan] ⓘ）是比利时瓦隆大区瓦隆布拉班特省的一个市镇，通行法语，是比利时法语社群的一部分，人口14,236人（2018年1月1日）。

## 友好城市
- 法國 阿宰勒里多